# Dystrykt Arivonimamo
Ambohidratrimo – dystrykt Madagaskaru z siedzibą w Arivonimamo, wchodzący w skład regionu Itasy.

## Demografia
W 1993 roku dystrykt zamieszkiwało 204 115 osób. W 2011 liczbę jego mieszkańców oszacowano na 288 931.

## Podział administracyjny
W skład dystryktu wchodzi 21 gmin (kaominina):
- Alakamisikely
- Ambatomanga
- Ambatomirahavavy
- Amboanana
- Ambohimandry
- Ambohimasina
- Ambohipandrano
- Ambohitrambo
- Ampahimanga
- Andranomiely
- Antambolo
- Antenimbe
- Arivonimamo
- Arivonimamo II
- Imerintsiatosika
- Mahatsinjo Est
- Manalalondo
- Marofangady
- Miantsoarivo
- Morafeno
- Morarano